# Rio Quente Tennis Classic 2012
Il Rio Quente Tennis Classic 2012, noto come Rio Quente Resorts Classic per motivi di sponsorizzazione, è stato un torneo professionistico maschile di tennis giocato sul cemento. È stata la 1ª edizione del torneo e faceva parte dell'ATP Challenger Tour nell'ambito dell'ATP Challenger Tour 2012. Si è giocato a Rio Quente in Brasile dal 7 al 13 maggio 2012.

## Partecipanti

### Teste di serie
| Nazionalità | Giocatore       | Ranking* | Testa di serie |
| ----------- | --------------- | -------- | -------------- |
| Cile        | Paul Capdeville | 114      | 1              |
| Brasile     | Ricardo Mello   | 141      | 2              |
| Brasile     | Júlio Silva     | 147      | 3              |
| Brasile     | Thiago Alves    | 153      | 4              |
| Rep. Ceca   | Ivo Minář       | 181      | 5              |
| Uruguay     | Marcel Felder   | 247      | 6              |
| Brasile     | Ricardo Hocevar | 255      | 7              |
| Argentina   | Nicolás Pastor  | 274      | 8              |

- Ranking al 30 aprile 2012.

### Altri partecipanti
Giocatori che hanno ricevuto una wild card:
- Tiago Fernandes
- Pedro Guimares
- Bruno Sant'Anna
- Marcelo Tebet Filho

Giocatori passati dalle qualificazioni:
- Andrea Collarini
- Eduardo Dischinger
- Augusto Laranja
- Ivo Minář

## Campioni

### Singolare
Guilherme Clezar ha battuto in finale  Paul Capdeville con il punteggio di 7–6(4), 6–3

### Doppio
Guido Andreozzi /  Marcel Felder hanno battuto in finale  Thiago Alves /  Augusto Laranja, 6–3, 6–3